# 憲政危機
憲政危機（英語：Constitutional crisis）在政治學中是指政治憲法或其他基本管轄法律被認為無法解決的政府職能中的問題或衝突。這個定義有幾種變體。例如，有人將其描述為由於憲法未能履行其核心職能，或至少有很大的失敗風險而引發的危機。 危机可能源于多种可能的原因。例如，政府可能想通过一项违反其宪法的法律；宪法可能无法为特定情况提供明确的答案；宪法可能很明确，但在政治上可能不可行；政府机构本身可能会步履蹒跚或无法履行法律规定的职责；或者政府官员可能会根据对法律的狭隘解释来证明避免处理严重问题是正当的。